# Catenaccio
Catenaccio [katɛˈnattʃo] (aus ital. catenaccio „Türriegel“) ist ein Spielsystem im Fußball. 

## Entwicklung
Berühmt gemacht hat dieses System der argentinische Trainer Helenio Herrera, der den Catenaccio mit herausragendem Erfolg in den 1960er Jahren beim italienischen Verein Inter Mailand anwandte. Die Mailänder gewannen unter Herreras Führung drei italienische Meistertitel, zweimal den Europapokal der Landesmeister und einmal den Weltpokal. Ursprung dieser Spielweise ist allerdings der Schweizer Riegel. Erfinder dieses Spielsystems, das in den 1930er Jahren entstand, war der Österreicher Karl Rappan. Er praktizierte das System erfolgreich mit der Schweizer Nationalmannschaft und dem Grasshopper Club Zürich.
Als Spielsystem kam der Catenaccio in den 1970er Jahren aus der Mode und wurde anschließend zum Synonym für defensiven und destruktiven Fußball.

## Prinzip
Beim Catenaccio spielen in der Abwehr ein Libero, zwei Vorstopper und ein linker Außenverteidiger, im Mittelfeld ein defensiver Mittelfeldspieler, zwei zentrale Mittelfeldspieler und ein rechter Flügelmittelfeldspieler und im Sturm eine hängende Spitze und ein Strafraumstürmer. Durch tiefes Stehen in der eigenen Hälfte sollen die Räume zwischen den einzelnen Spielern so eng gemacht werden, dass kein schnelles Offensivspiel des Gegners möglich ist. Andererseits bietet sich durch den Catenaccio die Möglichkeit des schnellen Konterns: Die gegnerische Mannschaft wird durch ihr Aufrücken gezwungen, in der eigenen Defensive Räume zu öffnen, in welche die Spieler der mit Catenaccio spielenden Mannschaft vorstoßen können, um durch schnelles Überbrücken des Mittelfelds zum Torerfolg zu kommen. Bei Kontern beteiligen sich auch Abwehrspieler am Offensivspiel. Giacinto Facchetti gilt als der erste moderne Offensivverteidiger.